# Mélangeuse à vis

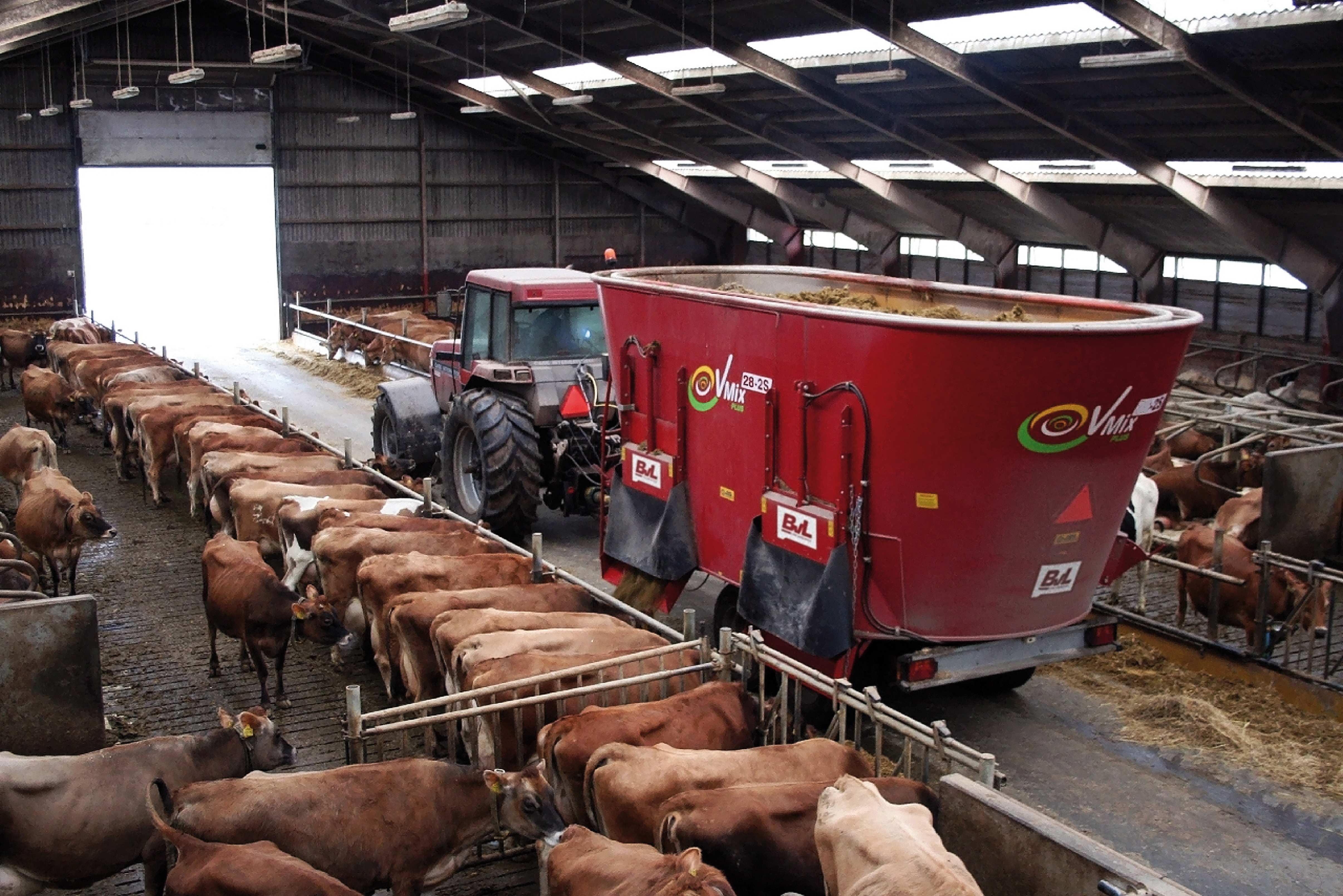
Distribution de nourriture à du bétail avec une mélangeuse à vis.

La mélangeuse à vis est un matériel agricole utilisé en élevage pour mélanger les fourrages pour réaliser des rations complètes. La distribution des fourrages grâce à une mélangeuse permet d’améliorer l’efficacité économique des exploitations d’élevage, à travers trois paramètres : précision du rationnement, gains de temps de travail et valorisation de matières premières peu coûteuses.

## Rôle de la mélangeuse
Le rôle d’une mélangeuse est de mélanger des fourrages et des concentrés pour réaliser des rations complètes pour que la ration devienne homogène. Les mélangeuses sont équipées d’une trémie qui est le lieu du mélange des fourrages grâce à une ou plusieurs vis verticales ou horizontales. Il existe plusieurs types de mélangeuses distributrices : 
Les recycleuses ont l’avantage de la polyvalence. Elles offrent la possibilité de désiler et de pailler. En revanche, l’utilisation des balles de foin est délicate et elle a tendance à défibrer le maïs si le cycle de mélange est trop long.
Les mélangeuses à vis verticale ont une mécanique simple et fiable. Elles acceptent les fourrages grossiers en forte proportion. Mais la fonction chargement est rarissime et le foisonnement du fourrage nécessite une grande caisse par rapport au volume théorique.
Les mélangeuses à vis horizontale peuvent se charger et sont moins agressives que les recycleuses pour les fourrages. Elles présentent plusieurs inconvénients : pas de paillage, plus agressives que les mélangeuses à pales, il faut faire attention  à l’ordre des aliments lors du remplissage de la machine.

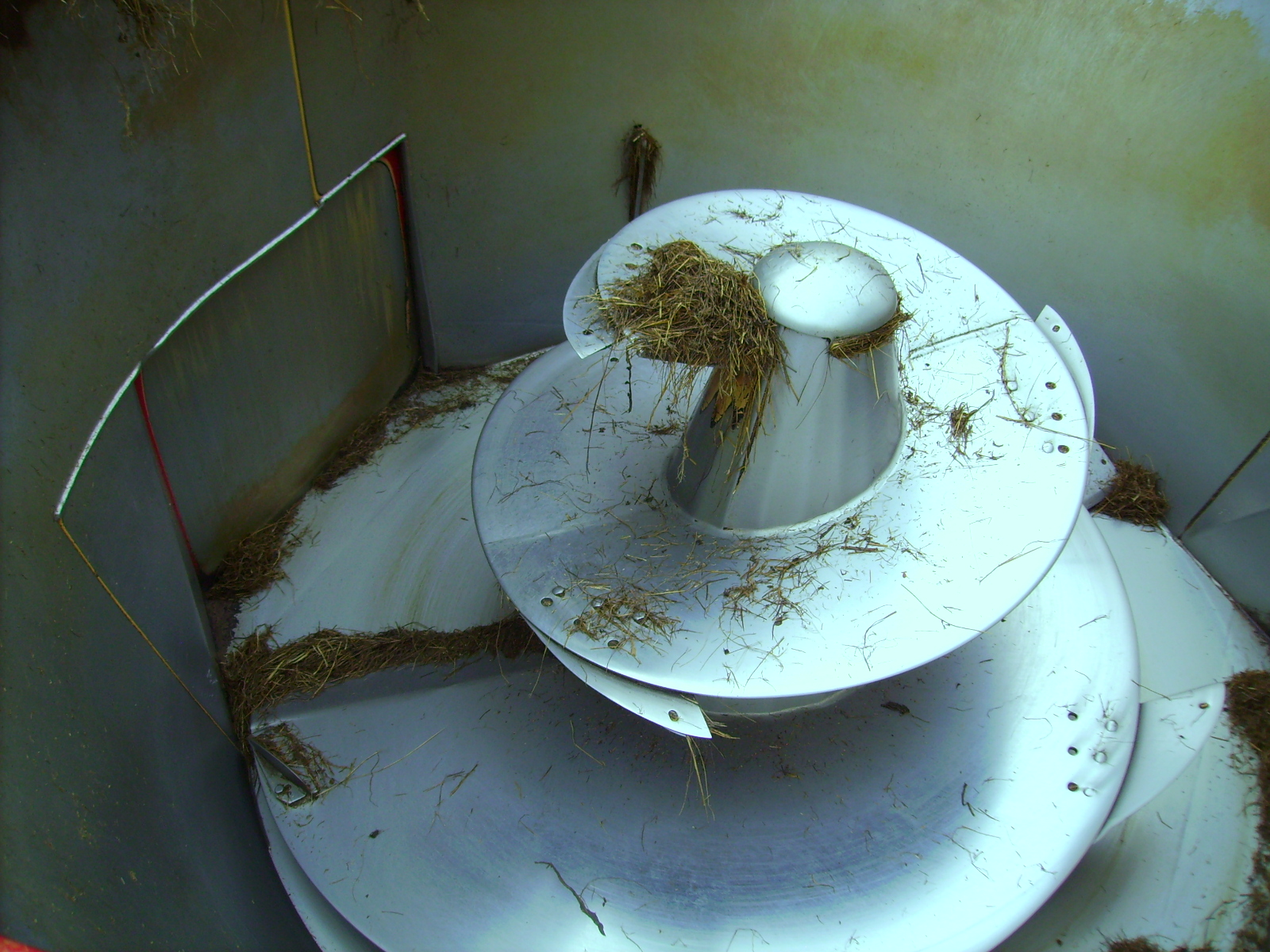
Intérieur d'une mélangeuse à vis verticale.
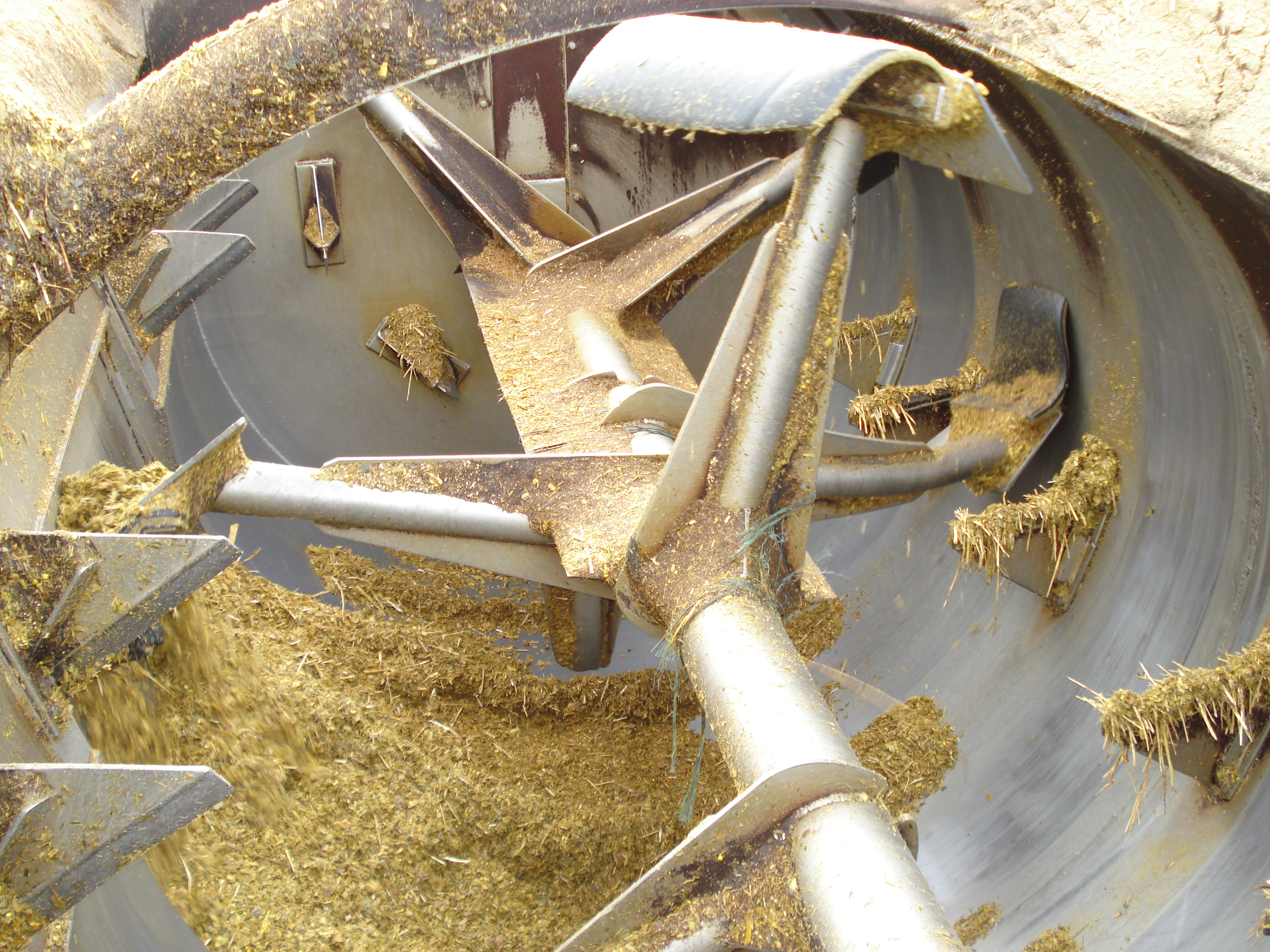
Intérieur d'une mélangeuse à pales.

Quant aux mélangeuses à pales, elles travaillent en soulevant le produit et offrent une meilleure homogénéité. Plusieurs inconvénients sont à noter : ne se chargent pas, ne paillent pas, mélangent plus lentement que les vis.